# チョルノホーラ山系
チョルノホーラ山系（Чорногора、チョルノホーラさんけい）は、ウクライナ西部のカルパティア山脈に位置する最高峰の山系で、ウクライナ最高峰のホヴェールラ山（2,061 m）を擁する。イヴァーノ＝フランキーウシク州とザカルパッチャ州にまたがり、主稜線は約40 kmにわたり、黒ティサ川と黒チェレモシュ川の谷に挟まれている。

## 概要
チョルノホーラ山系は、フツーリシュチナ地域の中心的な山系であり、カルパティア山脈の東部に位置する。西はポロヌィンスキー・ベスキドに接し、主稜線はプルート川とティサ川の分水嶺を形成する。歴史的に、この分水嶺はガリツィアとザカルパッチャの国境を形成していた。

## 地理
チョルノホーラ山系の主稜線は、西部のペトロス峰（2,020 m、ザカルパッチャ州）と東部の高標高峰（ホヴェールラ山、ピープ・イヴァーン・チョルノホーラなど）を結ぶ。両者はスコペシカ・ポロヌィナ（標高約1,550 m）の鞍部で分断される。東部は標高1,900 m以上の峰が連なり、鞍部の最低標高は1,750 mを下回らない。西部は比較的急峻で、相対標高差は300 m程度である。
主稜線から短い側稜が伸び、狭い谷と標高差1,000 m以上の急斜面が特徴的である。氷河作用により、圏谷（例：ブレベネスクル湖）、モレーン、滝（例：プルート滝）が形成された。過去の氷河は標高1,300～1,400 mに及び、プルート川流域では長さ6.5 kmの氷河が存在した。

## 地質
チョルノホーラ山系は、主に硬質な砂岩とフライシュからなり、頁岩や火山岩の露出も見られる。岩屑堆積が広く分布し、圏谷や谷底には泥炭地や小湖が点在する。地質構造は、カルパティア山脈の褶曲運動によるもので、複雑な岩層が特徴である。

## 植生
チョルノホーラ山系の植生は、標高に応じて3つの帯に分かれる：
- 山地森林帯（～1,600 m）：ブナ（標高1,300 mまで）とトウヒ（1,600 mまで）が支配的。南斜面ではブナが上部境界を形成し、北斜面ではトウヒが優勢。カルシウムを多く含む土壌ではブナが優占する。
- 亜高山帯（1,600～1,850 m）：ハイマツ、セイヨウネズ、ハンノキの低木林（クリヴォリッシャ）が広がる。放牧により二次的な草原（ビロウスやシュチニク）が形成された。
- 高山帯（1,850 m～）：フェスク、ジュンサイ、苔類の草原やロドデンドロンの低木が特徴。エンデミック種が多く、ウクライナ赤本に登録された30種を含む727種が確認されている[5]。

森林限界は標高1,450～1,680 mで、南斜面（1,570 m）が北斜面（1,510 m）より高い。放牧や火入れによる人為的影響が顕著で、二次草原が広がる。

## 動物相
チョルノホーラ山系には279種の脊椎動物が生息し、うち46種がウクライナ赤本に登録されている。以下のような動物が見られる：
- 森林帯：オオヤマネ、リス、テン、オオカミ、アカシカ、ノロジカ、ヒグマ（稀）、オオヤマネコ。鳥類ではカケス、シジュウカラ、ハイタカ、ハヤブサ、ワシミミズク。
- 亜高山帯・高山帯：アルプスハタネズミ、ユキハタネズミ、ライチョウ、ユキホオジロ、ワシミミズク。
- 河川・谷底：カワマス、ヨーロッパカマツカ、ドナウケタ。

高山帯の動物は少なく、森林帯からの一時的な移動が多い。

## 歴史と文化
チョルノホーラ山系は、フツルの主要な居住地であり、ヤーシニャ、ボフダン、ビストレツ、ジェンブロニャなどの村が点在する。農地は0.5%、森林70%、牧草地22%を占める。伝統的な牧畜（5か月間）が盛んで、ポロヌィナ（高地牧草地）での放牧が行われる。
自然保護の歴史は古く、第一次世界大戦後に小規模な保護区が設置され、1964年に総合保護区（7,702 ha）が設立。1968年にカルパティ生物圏保護区、1980年にカルパティ国立自然公園が創設され、現在はチョルノホーラ保護区として管理されている。

## 観光
チョルノホーラ山系は、ウクライナで最も人気のハイキング・登山地の一つである。主要な基地はラヒウ、ヤーシニャ、ヴォローフタ、ヴェルホヴィナで、ホヴェールラ山やピープ・イヴァーン・チョルノホーラへの登山道が整備されている。ブレベネスクル湖やネサモヴィテ湖などの景勝地も人気である。

## 主な高峰

### 2,000 m以上
チョルノホーラ山系には、ウクライナの最高峰10峰のうち9峰が含まれる：
- ホヴェールラ山（2,061 m）
- ブレベネスクル（2,035 m）
- ピープ・イヴァーン・チョルノホーラ（英語版）（2,028 m）
- ペトロス峰（2,020 m）
- フトィン・トムナトィク（英語版）（2,016 m）
- レブラ峰（2,001 m）

### 2,000 m未満
- メンチュル（英語版）（1,998 m）
- トゥルクル（英語版）（1,933 m）
- ブレスクル（1,911 m）

## ギャラリー

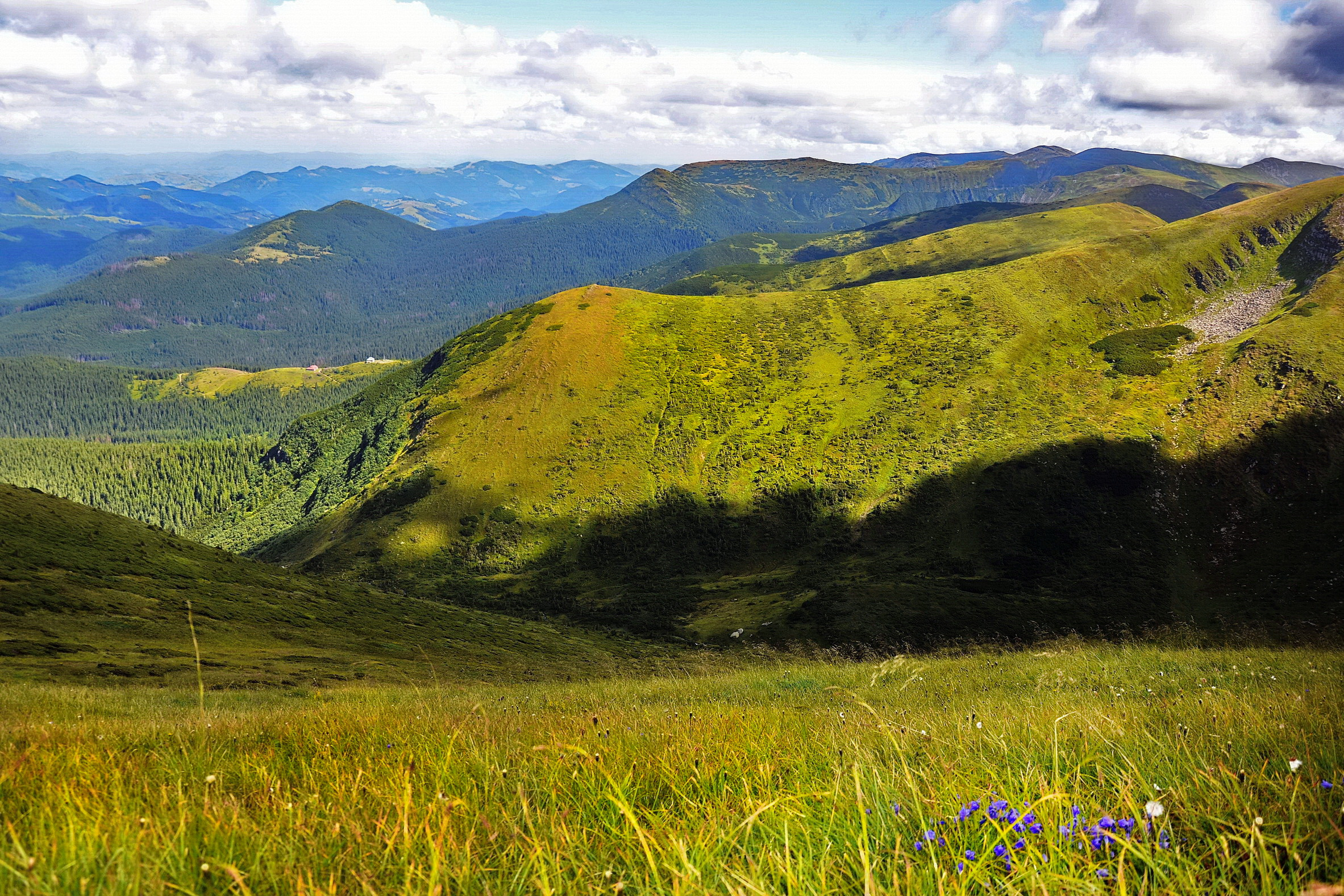
ホヴェールラ山から望むチョルノホーラ山系（前景：ブレスクル）
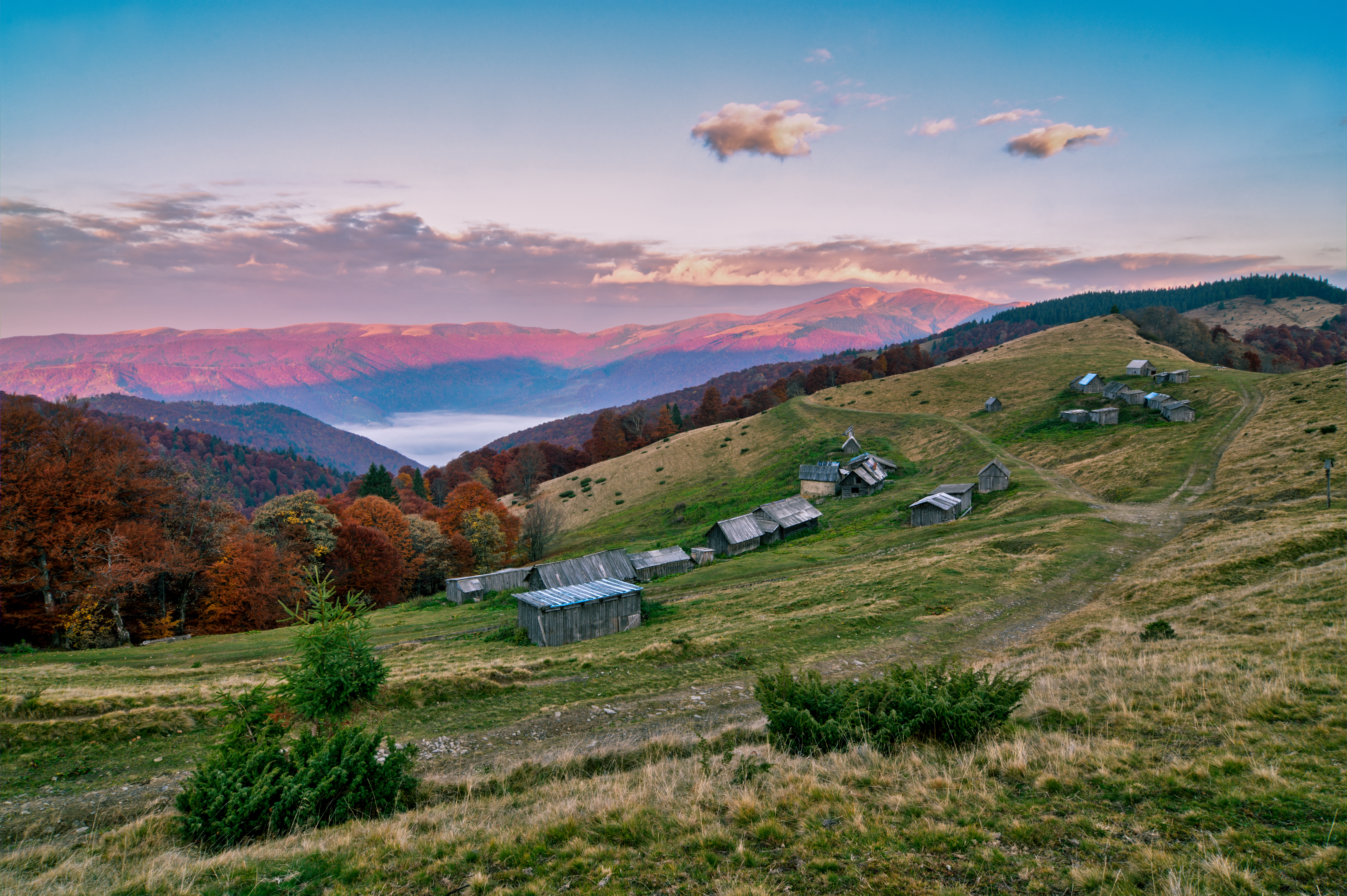
メンチュル（英語版）のポロヌィナ
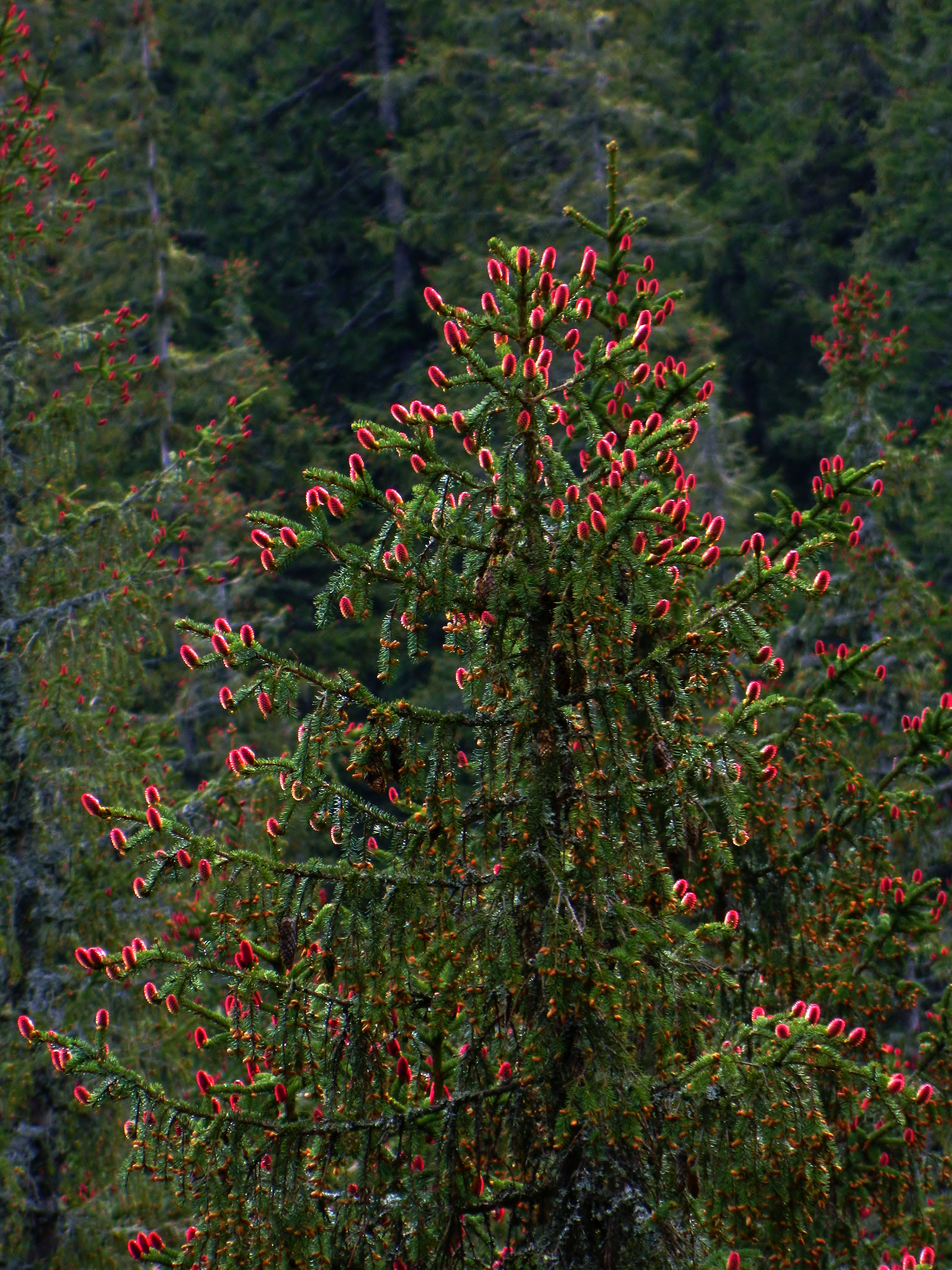
春のトウヒの若芽
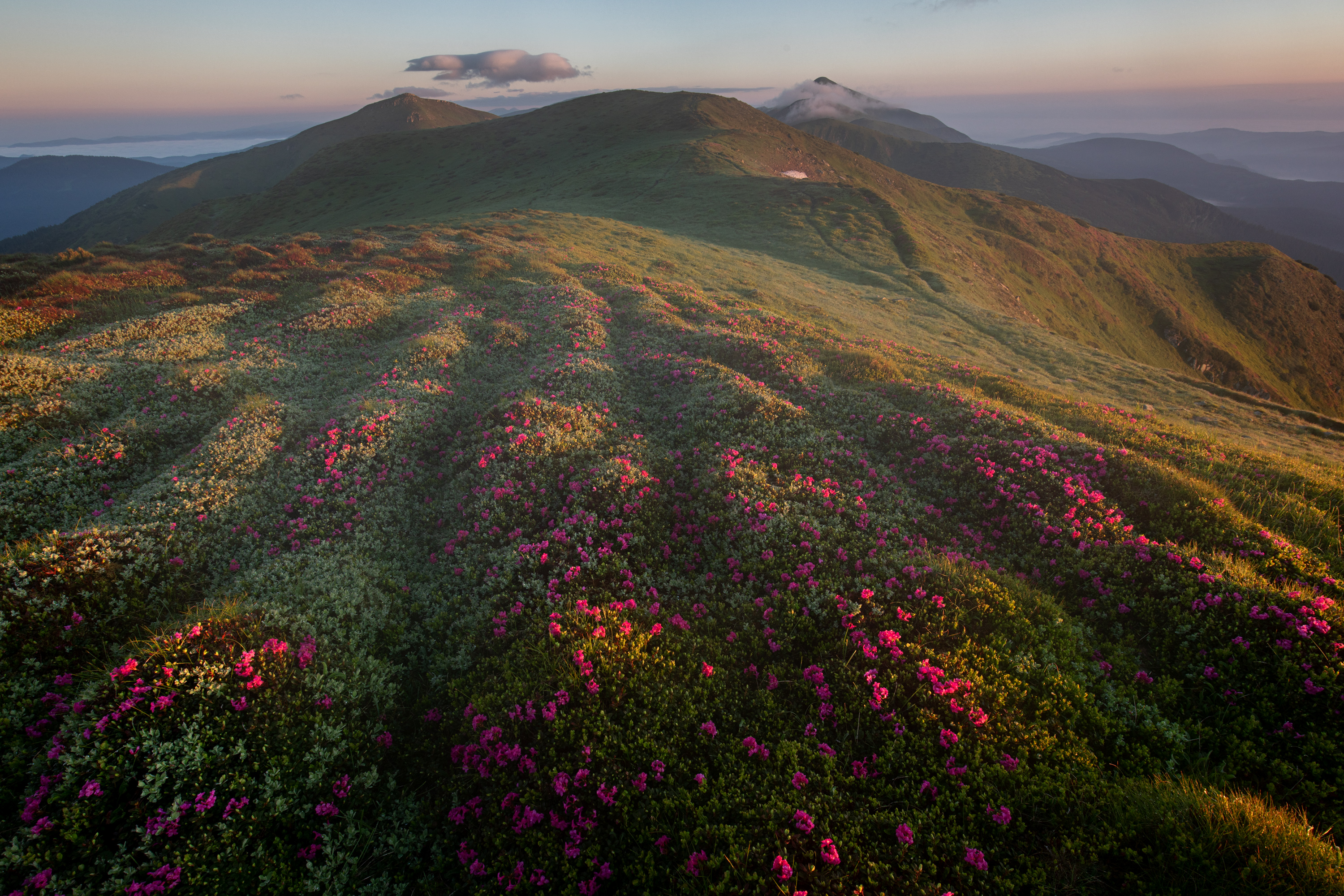
カルパティロドデンドロン（英語版）の開花
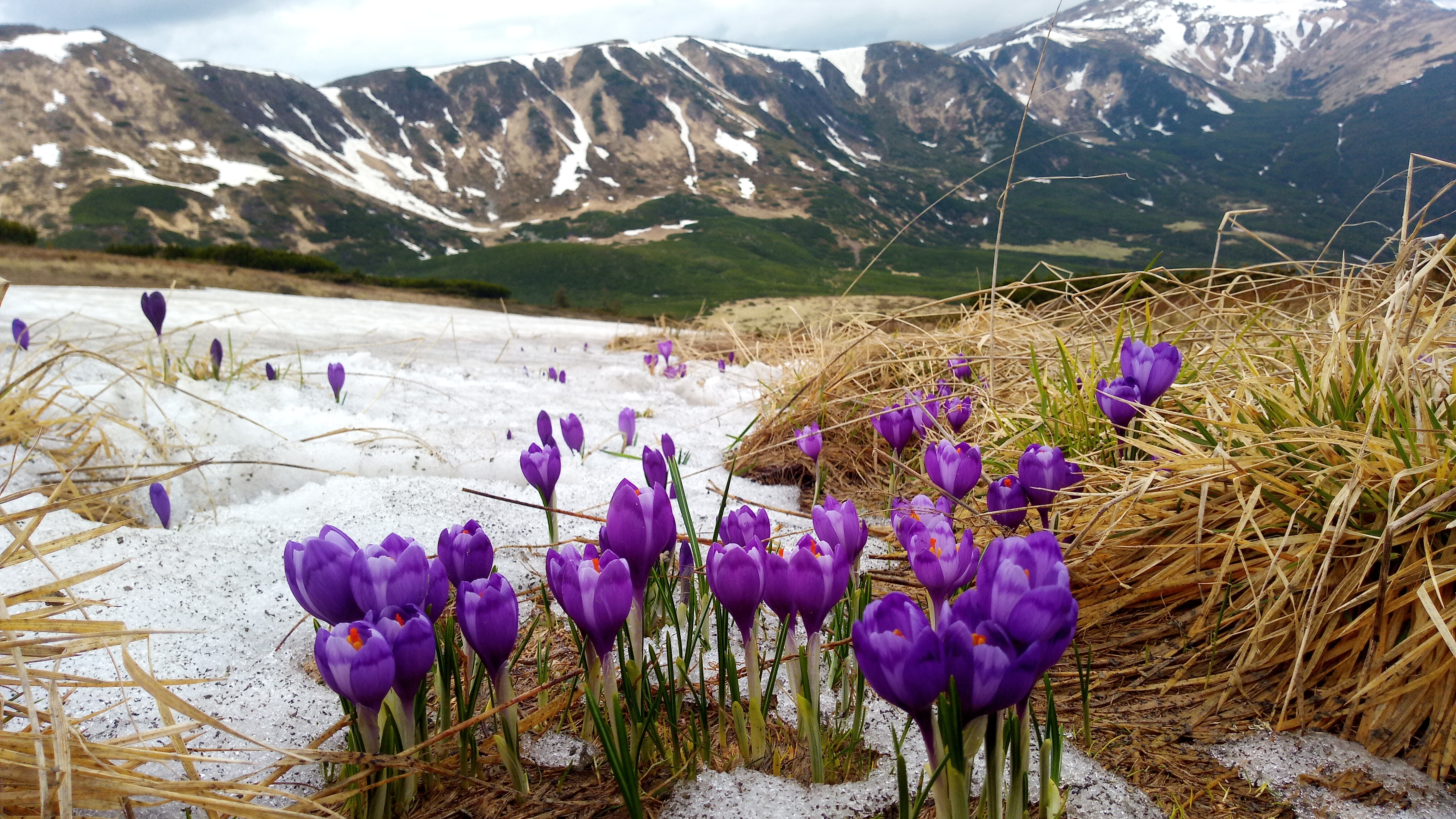
ピープ・イヴァーン・チョルノホーラ（英語版）のサフラン
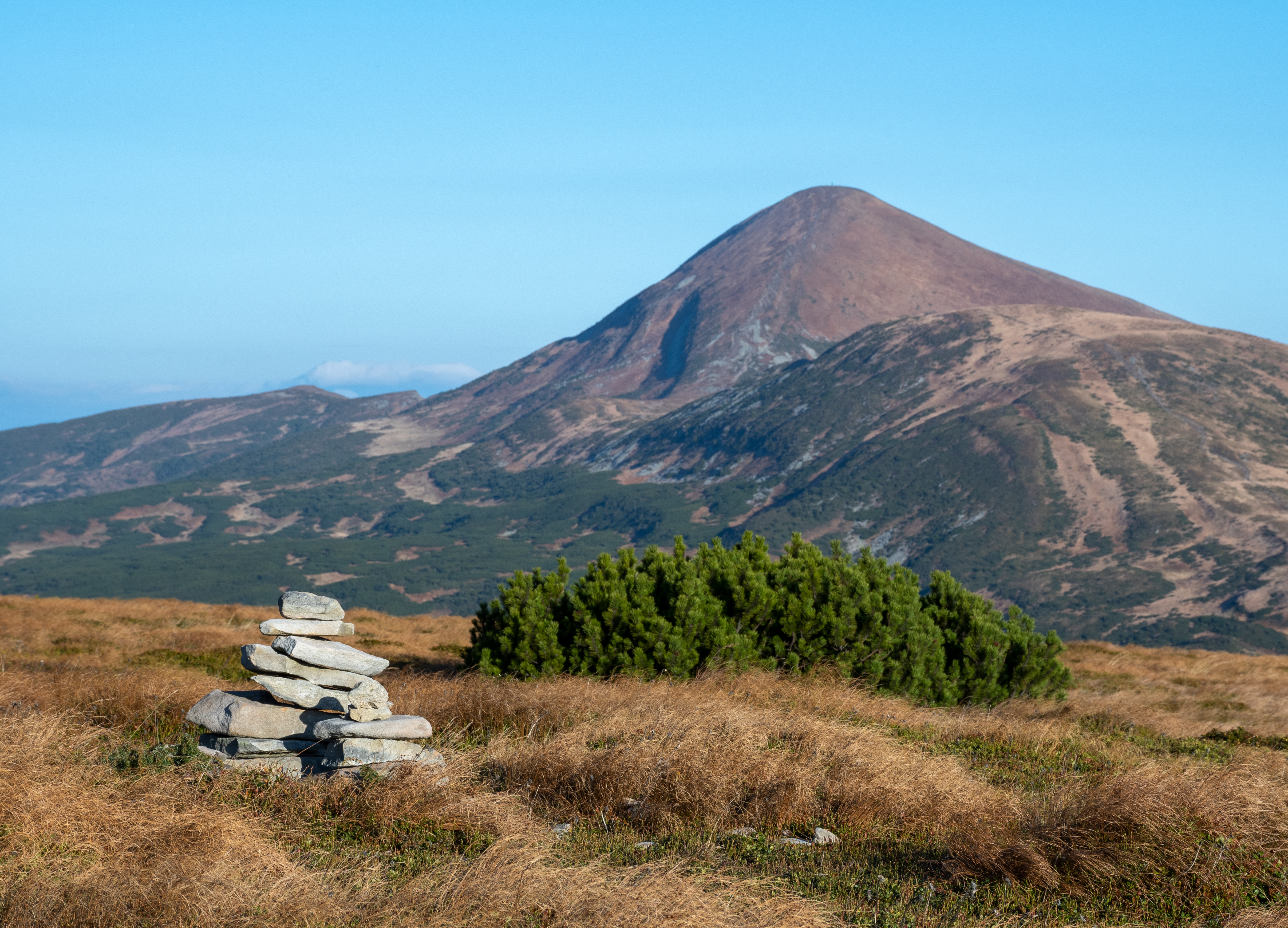
ホヴェールラ山への道のハイマツ
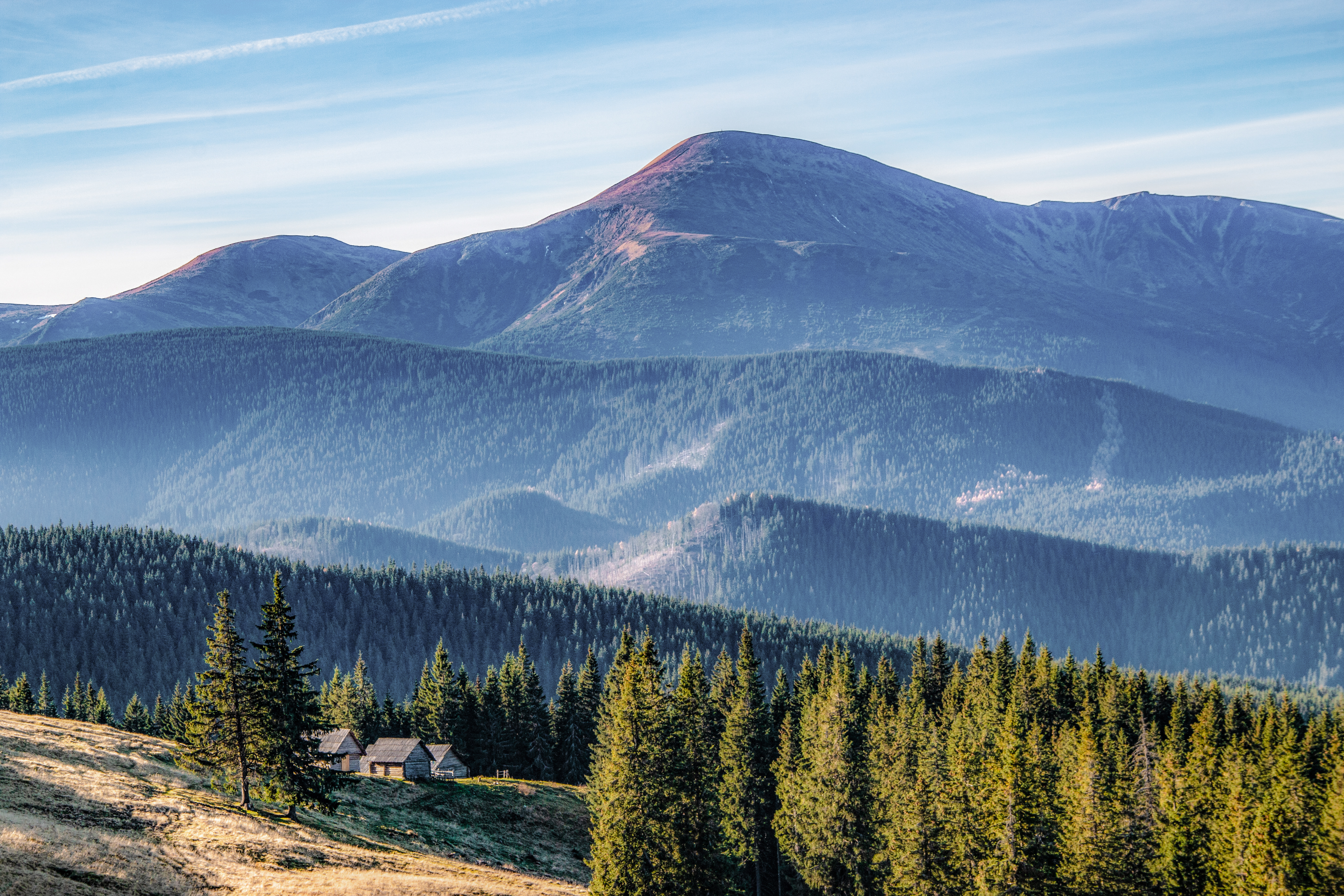
ポロヌィナ・オジルナから望むホヴェールラ山
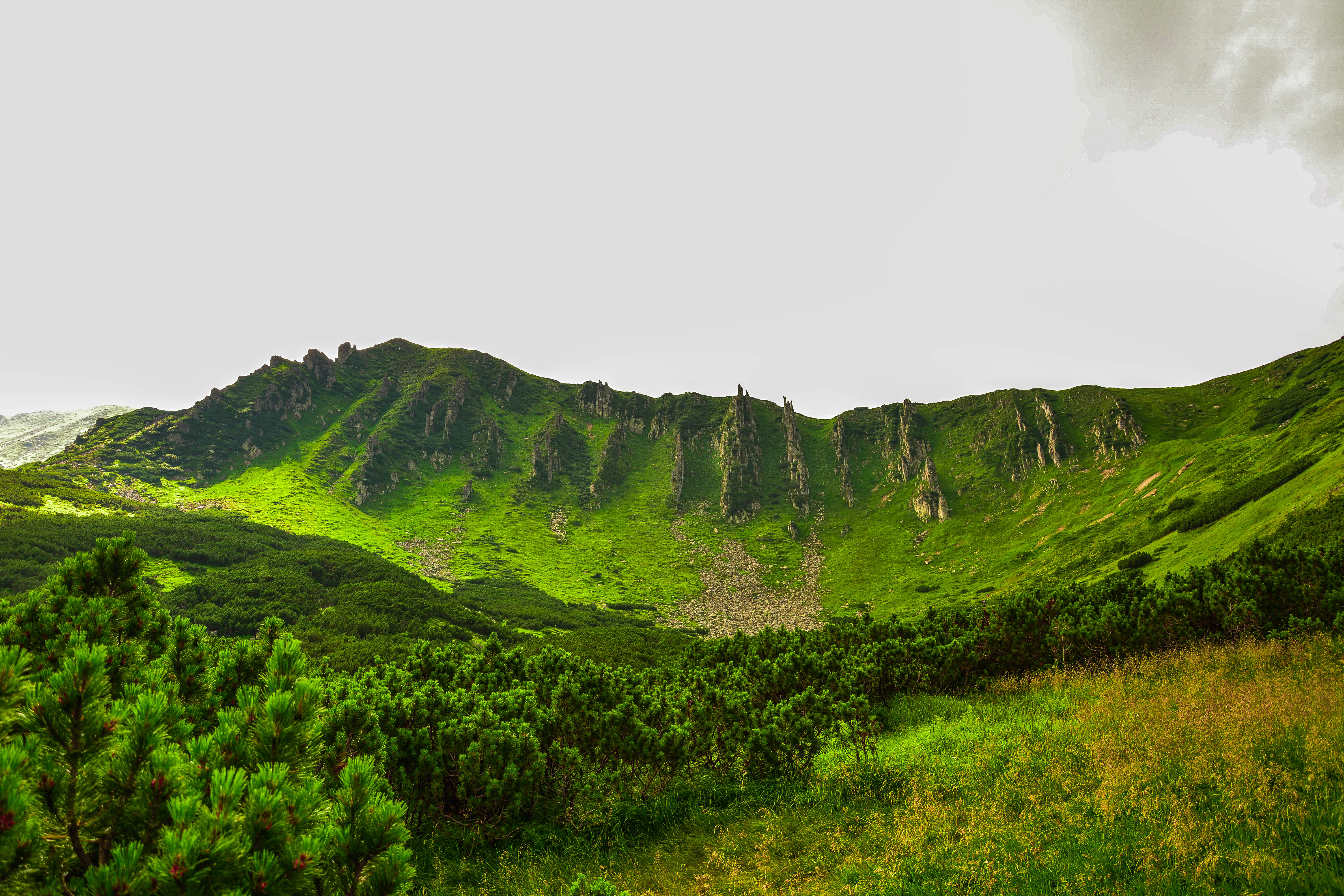
シュプィーツィ（英語版）とガジナ（英語版）